# Agathomyia umacibise
Agathomyia umacibise är en tvåvingeart som beskrevs av Kessel och Clopton 1970. Agathomyia umacibise ingår i släktet Agathomyia och familjen svampflugor. Inga underarter finns listade i Catalogue of Life.